# WM P86
Der WM P86 war ein Gruppe-C-Sportwagen der 1986 bei Welter Racing entwickelt wurde und bis 1987 bei Sportwagenrennen zum Einsatz kam.

## Entwicklungsgeschichte
Der WM P86 war einer der schnellen Rennwagen-Prototypen, die Gérard Welter in den 1980er-Jahren mit finanzieller Unterstützung von Peugeot entwickelte und beim 24-Stunden-Rennen von Le Mans meldete und einsetzte. Die Typenbezeichnung bei Welter war einfach. Das W stand für Gérard Welter selbst, das M für das Gründungsmitglied Michel Meunier. P86 steht für Prototypen und das Jahreskürzel, das das Jahr der Rennwagenentwicklung anzeigte. Der P86 war das Nachfolgemodell des P85 und wurde nur unwesentlich gegenüber diesem Rennwagen verändert. Aus aerodynamischen Gründen war auch bei diesem Welter-Prototypen die hinteren Radkästen komplett verkleidet; bei Reifenwechsel konnten die Abdeckungen hochgeklappt werden, sodass bei Boxenstopps kaum Zeitverlust entstand. Gérard Welter hatte als Peugeot-Designer Zugang zum Peugeot-Windkanal, was dieser weidlich nutzte, um dem Wagen eine optimierte Karosserie zu verpassen. 
Die Verbindung zu Peugeot wurde aber vor allem durch den Motor definiert. Der ursprünglich für die Serie entwickelte PRV-Motor wurde für den Rennsport adaptiert. In den Welter-Wagen liefen die einzigen DOHC-Triebwerke dieser Serie. 1986 leistete der 2,8-Liter-V6-Turbomotor ca. 550 PS.
Vom P86 wurde nur ein Chassis gebaut.

## Renngeschichte
Der P86 kam nur zweimal, 1986 und 1987 beim 24-Stunden-Rennen von Le Mans, zum Einsatz. 1986 fuhren Jean-Daniel Raulet, Michel Pignard und François Migault den Wagen mit der Startnummer 41, der in der C1-Klasse gemeldet war und nach 132 gefahrenen Runden durch Motorschaden ausfiel. Ein Jahr später trat Welter mit dem Fahrertrio Raulet, Migault und Pascal Pessiot an. Wieder fiel der Wagen aus, erneut durch einen Motorschaden.